# شتيفان ماير (فيزيائي)
شتيفان ماير (بالألمانية: Stefan Meyer)‏ (و. 1872 – 1949 م) هو فيزيائي، وأستاذ جامعي، من النمسا، ولد في فيينا، توفي في باد إيستشل، عن عمر يناهز 77 عاماً.

## مناصب وهيئات
أدار جامعة فيينا.

## جوائز
حصل على جوائز منها:
- جائزة ليبن.